# Plectris glabrata
Plectris glabrata är en skalbaggsart som beskrevs av Frey 1967. Plectris glabrata ingår i släktet Plectris och familjen Melolonthidae. Inga underarter finns listade i Catalogue of Life.